# Stephanie Garber
Stephanie Garber (ur. 8 lipca 1987) – amerykańska autorka powieści młodzieżowych z gatunku fantasy. Sławę zyskała dzięki swojej debiutanckiej trylogii "Caraval", której pierwszy tom spędził piętnaście tygodni na liście bestsellerów New York Times. Jest nauczycielką kreatywnego pisania na prywatnej uczelni w północnej Kalifornii.

## Kariera
Stephanie napisała kilka powieści przed publikacją Caravalu, jednak wszystkie zostały odrzucone, a Stephanie utraciła agenta. Po ukończeniu swojej debiutanckiej powieści, wysłała ją do wielu agencji, z czego aż osiem zainteresowało się jej wydaniem. W 2017 roku wyszła nakładem Flatiron Books, a wkrótce potem pojawiły się kolejne tomy cyklu, Legenda i Finał. Choć trylogia otrzymała mieszane opinie, szybko stała się międzynarodowym bestsellerem, a prawa do ekranizacji zostały wykupione przez Twentieth Century Fox.
Inspiracją do napisania Caravalu był dla Garber mówca na konferencji, w której uczestniczyła: „Mówił o cudach i o tym, jak dzieci mają tę niesamowitą zdolność, by się dziwić. W miarę dorastania, tracimy to. Chciałam stworzyć historię pełną cudów.”
Kolejna powieść, o tytule Baśń o złamanym sercu, która stanowiła spin-off poprzedniej serii, została opublikowana w 2021 roku. W wywiadzie z Publishers Weekly Stephanie powiedziała: "W serii Caraval jest postać o imieniu Jacks. Jest antagonistą i jedną z moich ulubionych postaci. Gdy tylko stworzyłam go w Legendzie, w pewnym sensie skradł całe show i wiedziałam, że chcę napisać z nim książkę typu spin-off." Autorka dodała: „Kiedy zaczynałam pisać tę książkę, bolało mnie serce, więc chciałam napisać historię o złamanym sercu i o tym, jak daleko w desperacji posuną się ludzie z powodu złamanych serc i miłości”.
W 2022 pojawiła się kontynuacja serii, Ballada o nieszczęśliwej miłości, a zamknęła ją Klątwa prawdziwej miłości w 2023 roku.

## Publikacje

### Trylogia Caraval[19]
- Caraval. Wydawnictwo Poradnia K, 2017 (ang. Caraval, ISBN  9788367195195)
- Legenda. Wydawnictwo Poradnia K, 2018 (ang. Legendary, ISBN  9788367195386)
- Finał. Wydawnictwo Poradnia K, 2019 (ang. Finale, ISBN  9788367195577)

### Seria Baśń o złamanym sercu[20]
Cykl jest umiejscowiony w tym samym uniwersum co "Caraval".
- Baśń o złamanym sercu. Wydawnictwo Poradnia K, 2021 (ang. Once upon a broken heart, ISBN  9788367195553)
- Ballada o nieszczęśliwej miłości. Wydawnictwo Poradnia K, 2022 (ang. The ballad of never after, ISBN  9788367195782)
- Klątwa prawdziwej miłości. Wydawnictwo Poradnia K, 2023 (and. A Curse for True Love, ISBN 9788367784078)